# 层山镇
层山镇是中国山东省临沂市苍山县下辖的一个镇。

## 行政区划
层山镇下辖层山后村、层山东村、湖埠山前村、湖埠山后村、沙埠西村、耿墩村、新吴庄村、沙埠东村、肖姬庄村、卞杨庄村、李杨庄村、王杨庄村、张杨庄村、瓦屋庄村、房杨庄村、柏庄村、山西村、街西头村、危屯村、曹屯村、颜圩子村、大城子村、杨元村、新合庄村、前銮墩村、吕元村、董墩村、后銮墩村、小池头村、东哨村、周庄村、司庄村、凌庄村、北哨村。